# Machimus monticola
Machimus monticola är en tvåvingeart som beskrevs av Frey 1940. Machimus monticola ingår i släktet Machimus och familjen rovflugor.
Artens utbredningsområde är Madeira. Inga underarter finns listade i Catalogue of Life.